# Abdé Maziane
Abdé Maziane ou simplement Abdé, né Abderrahim Maziane le 2 juin 1980, est un acteur, mannequin, artiste, entrepreneur et ancien basketteur semi-professionnel français.
Il est notamment connu pour apparaître régulièrement dans les caméras cachées de Greg Guillotin.

## Biographie

### Débuts
Maziane est un ancien basketteur semi-professionnel.

### Carrière
Il débute le métier d'acteur en 2016.
Il est entrepreneur dans la décoration et il réalise des sculptures en béton qu’il expose en galerie d’art.
En 2023, il publie son livre En chantier, où il raconte son parcours unique et donne de l'espoir aux lecteurs.

## Vie privée
Maziane souffre d'une maladie génétique rare (la dysplasie ectodermique) qui détériore la structure de sa peau. 

## Publication
- Abde Maziane, En chantier, Blacklephant Éditions, 11 mai 2023, 180 p. (ISBN 2493043243)

## Clubs successifs
- 1989-2005 : Étoile de Charleville-Mézières
- ?-2018 : Neuilly sur Marne Basket Ball (NM3)

## Filmographie
Sauf indication contraire, les informations mentionnées dans cette section peuvent être confirmées par la base de données cinématographiques IMDb,  présente dans la section « Liens externes ».

### Court-métrage
- 2018 : Clochard : Le jnoun 1
- 2018 : Tony : Moha
- 2019 : Suspect : Hades

### Films
- 2017 : Merrick
- 2017 : Valérian et la Cité des mille planètes[2] de Luc Besson
- 2018 : Tous les dieux du ciel de Quarxx : Patient 5[5]
- 2019 : Persona non grata de Roschdy Zem : Django
- 2024 : Le Comte de Monte-Cristo de Matthieu Delaporte et Alexandre de La Patellière : Jacopo
- 2024 : L'Heureuse élue de Frank Bellocq :  homme de main du malfrat

### Séries
- 2020 : Dérapages : Armando (2 épisodes)
- 2020 : Engrenages : Le chauve (2 épisodes)
- 2023 : 66-5 : Le tatoué
- 2024 : Ourika : Samir
- 2024 : Cats Eyes : Eric (saison 1, épisode 7 et 8)

### Caméra cachée
- 2017 : Pranque The Boyfriend / Le pire gendre de Greg Guillotin
- 2018 : Pranque Pire Entretien D’embauche : Thierry de Greg Guillotin
- 2018 : Caméra cachée : Le pire anniversaire de Greg Guillotin
- 2019 : Le Pire Stagiaire : le chauffeur poids lourd de Greg Guillotin
- 2020 : Le Pire Stagiaire : L'installateur d'alarme de Greg Guillotin
- 2022 : Le Pire Gendre : l'incroyable famille de Leslie ! de Greg Guillotin
- 2022 : Le Pire Gendre : La famille congolaise de Greg Guillotin

### Clip
- 2020 : Anymore de After Ivory[6]